# Salvatierra
Salvatierra in castigliano e Agurain in basco, è un comune spagnolo  situato nella comunità autonoma dei Paesi Baschi.
Paese antico con resti di mura è capoluogo della comarca omonima, detta Cuadrilla de Salvatierra. Il territorio comunale è formato da sei località: Agurain dove è la sede municipale, Alaugua, Arrizalo, Egileor, Murrieta e Opaqua.
È situata a 605 metri di altitudine s.l.m. e dista 25 km da Vitoria-Gasteiz capitale della provincia.
La sua economia è di tipo industriale e agropastorale nelle zone montane.

## Storia
La zona vide certamente la presenza di uomini nel Neolitico come attestano i resti archeologici e i dolmen esistenti nel territorio comunale. La sua fondazione risale al 1256 dopo che Vitoria e i dintorni   furono incorporati nel 1200 nel regno di Castiglia. Nel 1564 un incendio distrusse gran parte del paese che fu ricostruito e seguì sempre le vicende della Castiglia.

## Monumenti
- Convento de las Madrers Clarissas del 1611
- Hospital de los pregrinos de San Lizaro y la Magdalena del XV secolo
- Iglesia de San Juan Bautista chiesa-fortezza del secolo XV costruita su una precedente chiesa del XIII
- Iglesia de Santa Maria altra chiesa fortezza edificata nel XV-XVI secolo su una chiesa medioevale
- Iglesia de San Esteban del XVI secolo nella frazione di Alagua
- Iglesia de San Esteban dello stesso secolo edificata ad Aurizalo
- Iglesia de San Pedro in Egileor del secolo XVI
- Iglesia de la Asuncion de Nuestra Señora in Opaqua dello stesso secolo
- Casa de las Viudas del XIV secolo
- Casa de los Bega del XVII secolo
- Casa de los Bustamante del 1564, Olbeas de San Juan del XVI secolo.

Interessanti sono inoltre il Dolmen de Sorginetxes e i due parchi naturali di Galzar e di Oriantendi.

## Feste
San Juan il 23 giugno, La Virgen il 15 agosto, Virgen del Rosario la prima domenica di ottobre e il Julio musical.